# ラスト・マクファーソン・デミング
ラスト・マクファーソン・デミング（Rust McPherson Deming, 1941年 - ）は、アメリカ合衆国の外交官。

## 生涯
1964年にロリンズ大学で学士号を取得。1981年にスタンフォード大学大学院東アジア研究科で修士号を取得。1985年から1986年まで国防大学に在籍。
1966年に国務省外交局に入省。1966年に駐チュニジア大使館政治担当官。1987年8月から1991年7月まで駐日大使館公使参事官（政治担当）。1991年9月から1993年8月まで国務省日本部長。1993年10月から1996年12月まで駐日首席公使。1996年12月から1997年9月まで駐日臨時大使。1997年10月から1997年12月まで国務省東アジア・太平洋局上級顧問。1998年6月から2000年8月まで首席国務次官補代理（東アジア・太平洋担当）。2001年11月から2003年5月まで駐チュニジア大使。2011年3月から2011年8月まで国務省日本部長。